# Zsigmond Bubics
Zsigmond Bubics (Ozora, 17 maart 1821 - Baden bei Wien, 21 mei 1907)  was de rooms-katholieke bisschop van Košice, van 30 mei 1887 tot oktober 1906. In die tijd maakte Košice deel uit van het Oostenrijks-Hongaarse Rijk. Bubics was zich zeer bewust van de Hongaarse identiteit en stelde alles in het werk om het Hongaarse zelfbewustzijn te bevorderen. Om die reden gaf hij in zijn functie aan de gelovigen de opdracht om de kerkelijke gezangen in de Hongaarse taal ten gehore te brengen.
Bisschop Bubics was tegen de legalisering van de godsdienstvrijheid en was een tegenstander van het panslavisme. Als kunsthistoricus was hij vanaf 1893 corresponderend lid van de Hongaarse Academie van Wetenschappen en vanaf 1900 erelid.

## Biografie

### Opleiding
Zsigmond Bubics was een zoon van Mihály Bubics en  van de edele dame Thanhoffer Anna. Zijn vader was een officier in dienst van prins Esterházy. 
Als jongeling studeerde Bubics aanvankelijk in Magyaróvár en Sopron. Later, vanaf 1841, volgde hij theologie in Győr en in Wenen. In  Győr werd hij op 22 juli 1844 (op 23-jarige leeftijd) priester gewijd en aangesteld voor een ondergeschikte functie in Magyaróvár waar hij als adolescent had gestudeerd.

### Kerkelijke loopbaan
Vanaf 1846 vervolledigde Bubics zijn opleiding in het seminarie van Wenen, in het zogenaamde (en) Augustineum: het Hoger Wetenschappelijk Instituut voor Diocesane Priesters van Sint-Augustinus. Na deze bijkomende studie nodigde prins Esterházy hem uit om onderwijzer des huizes te worden, voor de opleiding van de zonen in zijn gezin.
Met zijn studenten maakte Bubics meermaals studiereizen naar het buitenland: in 1853 naar Engeland, nadien, in 1856 naar Duitsland, om ten slotte in Italië te belanden waar hij de schilderkunst ging bestuderen.
In 1867 werd hij in Győr bekleed met de functie van afgevaardigde van de Heilige Stoel en in 1871 werd hij kloosterabt. In 1879 stelde prins Esterházy hem aan als provoost in een studie-inrichting in Rátót en het jaar nadien werd hij rector aan het seminarie van Oradea.
In 1884 werd hij verkozen als parlementslid en ten slotte werd hij op 30 mei 1887 aangesteld als bisschop in Košice. Paus Leo XIII bevestigde deze aanstelling op 16 september van hetzelfde jaar. Kort nadien, op 22 november, vond de wijding plaats in Nagyvárad (Oradea Mare, Roemenië).
Lőrinc Schlauch (de bisschop van Oradea Mare) ging voor tijdens deze plechtigheid, bijgestaan door Mihail Pavel (de Grieks-katholieke bisschop van Oradea) en Johann Baptist Nogáll (de hulpbisschop van Oradea).
Benevens zijn religieuze taak, werkte Bubics verscheidene maanden bij de Nationale Museumbibliotheek en de Universiteitsbibliotheek van Košice, waar hij zich bezig hield met het schilderen van stillevens, en het ordenen van afbeeldingen en gravures.

### Overlijden
Een half jaar voor zijn overlijden, na ruim 62 jaar dienst bij de Rooms-Katholieke Kerk, beëindigde bisschop Zsigmond Bubics zijn functie. Hij overleed op 21 mei 1907 en werd begraven in de kathedraal van Košice, in de crypte onder de "Kapel van de Blijde Boodschap aan Maria". Zijn grafsteen werd tegen de buitenmuur aangebracht. Zijn fotocollectie liet hij na, aan het Museum van Košice, en zijn kunstvoorwerpen aan het Hongaarse Museum voor Toegepaste Kunsten.